# Stephen Hawking
Stephen William Hawking (8. ledna 1942 Oxford – 14. března 2018 Cambridge) byl anglický teoretický fyzik, kosmolog a spisovatel. Na Univerzitě v Cambridgi působil jako ředitel výzkumu Centra teoretické kosmologie a mezi lety 1979–2009 držel pozici lukasiánského profesora matematiky. Jeho vědecká činnost zahrnovala spolupráci s Rogerem Penrosem na teorémech gravitačních singularit v rámci obecné relativity a teoretické předpovědi tepelného záření emitovaného černými dírami, známého pod názvem Hawkingovo záření. Jako první se zabýval kosmologickou teorií, která by vycházela ze sjednocení obecné teorie relativity a kvantové mechaniky. Patřil k výrazným příznivcům mnohasvětové interpretace kvantové mechaniky.
V průběhu vědecké kariéry byl přijat do Královské společnosti, stal se doživotním členem Papežské akademie věd a obdržel nejvyšší americké civilní vyznamenání, Prezidentskou medaili svobody. V roce 2002 se umístil na 25. místě ankety 100 největších Britů, průzkumu sestaveného BBC. Vysoké prodejnosti dosáhly jeho populárně-vědecké knihy, v nichž vysvětloval své teorie a kosmologická témata. Stručná historie času vytvořila v žebříčku nejprodávanějších knih deníku Sunday Times nový rekord, když v něm figurovala 237 týdnů.
Během vysokoškolského studia mu bylo diagnostikováno vzácné a nevyléčitelné degenerativní onemocnění motorického neuronu – amyotrofická laterální skleróza (ALS), s pomalým progresem, které jej na více než čtyři desetiletí upoutalo na elektrické kolečkové křeslo. Po ztrátě řeči roku 1985 v důsledku tracheostomie komunikoval se světem prostřednictvím dorozumívacího programu, který mu umožnil psaní textu i hlasový projev díky syntetizátoru řeči. Nejdříve k tomu využíval tlačítka ovládaného palcem. Po ztrátě jeho hybnosti funkci zastoupil snímač infračerveného paprsku v brýlích, jenž měřil změny svalového napětí žvýkacích svalů na jedné straně tváře. Zemřel 14. března 2018 ve věku 76 let v Cambridgi, ačkoli první prognózy po odhalení ALS predikovaly dvou- až tříleté přežití.

## Mládí a vzdělání

### Rodina
Stephen Hawking se narodil 8. ledna 1942 v Oxfordu, v den 300. výročí úmrtí Galileo Galilea, do rodiny Franka Hawkinga (1905–1986) a Isobely Eileen Hawkingové, rozené Walkerové (1915–2013). Rodiče žili v severolondýnské čtvrti Highgate. Matka však odjela z nálety sužovaného Londýna porodit do Oxfordu, když se spekulovalo, že by město za svůj klid mohlo vděčit dohodě mezi Brity a Třetí říší o nebombardování univerzitních měst, Oxfordu a Cambridge, respektive Heidelbergu a Göttingenu. Následně se vrátila do viktoriánského domu v Highgate, čtvrti obývané intelektuály z univerzit a výzkumu.
Matka Isobel Hawkingová pocházela ze středostavovské rodiny skotského praktického lékaře a narodila se v Glasgow jako druhá ze sedmi sourozenců. Ve dvanácti letech se rodina přestěhovala do Devonu. V mládí byla levicově orientovaná a stala se členkou Ligy mladých komunistů. Otec Frank Hawking měl kořeny v dynastii rolníků obdělávajících pronajatou půdu ve hrabství Yorkshire. Praděd John Hawking byl zámožný statkář, který nakoupil řadu polností a s příchodem velké zemědělské krize na počátku 20. století zbankrotoval. Finanční zajištění tak obstarala manželka jeho syna a Stephenova děda, Roberta Hawkinga, která ve svém domě v Boroughbridge zřídila školu. Přestože měly rodiny obou rodičů skromný příjem, poslaly potomky studovat na Oxfordskou univerzitu. Frank Hawking se stal posluchačem lékařství. Výdaje mu částečně pokryla stipendia a školní ceny. Isobel Walkerová se ve 30. letech zapsala ke studiu filosofie, politologie a ekonomie, když Oxford začal dívky přijímat o jednu dekádu dříve. Po absolvování vystřídala několik povolání, včetně úřednice finančního úřadu, až zakotvila jako sekretářka v lékařské vědecké instituci, kde s nástupem druhé světové války poznala Franka Hawkinga, věnujícímu se výzkumu tropických onemocnění.
Stephen Hawking měl dvě sestry, o sedmnáct měsíců mladší Marry, která se stala lékařkou a o téměř pět let mladší Philippu Hawkingovy. V jeho čtrnácti letech rodiče adoptovali bratra Edwarda Franka Davida (1955–2003), u nějž se neprojevily intelektuální vlohy.
V roce 1950 se otcova laboratoř přemístila z Hampsteadu u Highgate do nového Státního lékařského výzkumného střediska v severolondýnském Mill Hill, kde se Frank Hawking stal vedoucím parazitologického oddělení. S tím se rodina přestěhovala do sídelního města biskupa St Albans v Hertfordshire, přibližně 30 km severně od vnitřního Londýna. Zde byla považována za inteligentní, ale excentrickou; čas k jídlu její členové často trávili v tichosti zahloubáni do svých knih. Žili střídmým stylem života v rozlehlém, ovšem nedostatečně udržovaném viktoriánském domě, který rodiče prodali v roce 1985. Otec odmítl zakoupit osobní auto a místo něj pořídil upravené londýnské taxi. Během jednoho z jeho každoročních výzkumných pobytů v zimní Africe, odjel roku 1951 Stephen Hawking se sestrami a matkou na čtyřměsíční pobyt do mallorské vesnice Deià za matčinou kamarádkou z mládí Beryl Pritchardovou, jejímž manželem byl anglický básník Robert Graves.

### Základní a středoškolské vzdělání
Školní docházku započal v Byron House School, ležící v londýnské čtvrti Highgate. Později kritizoval progresivní vzdělávací metody této pokrokové školy, v jejichž důsledku se naučil číst až v osmi letech, zatímco sestra Philippa Hawkingová konvenčním přístupem již ve čtyřech letech. Po přestěhování do St Albans v roce 1950 docházel několik měsíců do dívčí školy St Albans High School for Girls, která přijímala chlapce do deseti let.
Po příjezdu z mallorské Deiy rok navštěvoval soukromou Radlett School, a po složení zkoušky „jedenáct-plus“, byl od září 1952 přijat na bezplatné gymnázium St Albans School. Standardizující inteligenční test „jedenáct-plus“ rozčlenil desetileté žáky podle výsledků do jednotlivých škol. Hawking byl zařazen do gymnaziální třídy A pro skupinu s nejlepšími výsledky. Rodiče kladli velký důraz na vzdělání, vědomi si formální důležitosti jména vzdělávacích institucí pro kariéru. V jeho třinácti letech otec usiloval o přestoupení do prestižní Westminster School, kam potřeboval stipendium, protože rodiče neměli prostředky na školné. Zkoušku o stipendium však neabsolvoval pro nemoc, podle vzpomínek matky se jednalo zřejmě o infekční mononukleózu, a dostudoval na gymnáziu s lehce nadprůměrným prospěchem. Výhodou gymnaziální třídy se stalo stejně kvalitní vzdělání a vznik celoživotního přátelství s šesti až sedmi spolužáky, s nimiž vedl zanícené diskuse o mimosmyslovém vnímání, fyzice či křesťanství. Tvořivou povahu využil k vymýšlení deskových her, či stavění rádiem ovládaných modelů letadel a lodí. V posledních dvou ročnících se zaměřil na matematiku a fyziku. Učitelem matematiky byl Dikran Tahta, s jehož přispěním sestavili v roce 1958 jednoduchý počítač LUCE (Logical Uniselector Computing Engine) z hodinových součástek, vyřazeného telefonního přepojovače a obnovitelných komponent, jenž zvládal jednoduché matematické operace.
Ve třídě získal přezdívku „Einstein“. Přestože se později stal univerzitním profesorem matematiky, po střední škole již jako posluchač neabsolvoval žádné matematické přednášky a byl odkázan na samostudium. Ovlivněn Tahtou, zvídavostí a touhou odhalit podstatu vesmíru, měl v plánu pokračovat vysokoškolským studiem matematiky. 
 Biologie se mu zdála málo exaktní a příliš popisná. Otec však syna přesvědčoval k lékařství, když se obával omezeného pracovního uplatnění matematiků. Podpořil jej ve výběru své vlastní alma mater, Univerzitní koleje v Oxfordu, kde ovšem nebyl otevřen obor matematiky. Jako kompromis se Hawking rozhodl studovat na otcovo doporučení fyziku a chemii, s úmyslem, ponechat si otevřená dvířka ke všem možným směrům budoucího výběru vědecké specializace. Navzdory varování ředitele gymnázia v St Albans, na jeden rok odložit žádost o stipendium v přírodních vědách pro přílišné mládí, vydal se v březnu 1959 s dvěma staršími spolužáky na zkoušky pro udělení stipendia. V závěrečném ročníku gymnázia v Anglii osiřel, když rodina na rok odcestovala do indického Lakhnaú, kde otec působil na výměnném pracovním pobytu. Na maturitu a přijímací zkoušky se tak připravoval v domě otcova kolegy doktora Humphreye v Mill Hill. Oxfordské stipendium obdržel a zvládl i maturitu s přijímacími zkouškami.

### Studium v Oxfordu
Na Univerzitní kolej Oxfordské univerzity nastoupil v říjnu 1959, kdy mu bylo sedmnáct roků. Drtivá většina spolužáků byla o několik let starších a měla ukončenou vojenskou službu, z čehož pramenil v prvních osmnácti měsících pocit osamocení. Ve škole se nudil, když výuku shledával „komicky snadnou“. Studijní vedoucí ve fyzice, Robert Berman, později řekl: „Byla to pro něj pouze povinnost, aby věděl, že je třeba něco odpracovat, což činil bez ohledu na to, jakým způsobem úkoly plnili ostatní,“ a zhodnotil jej jako nejlepšího studenta, kterého kdy vedl. Díky výborné paměti si Hawking nedělal poznámky ani se neobtěžoval nákupem příliš knih. Změna v jeho společenském chování nastala ve druhém a třetím ročníku, kdy podle Bermana vyvinul více úsilí, aby zapadl do party spolužáků. S tím souvisel i vstup do univerzitního veslařského oddílu, v němž se stal kormidelníkem. Při závodech na úzké Temži však omylem upustil startovní lano tak, že se namotalo na kormidlo a loď byla diskvalifikována, či nasměroval posádku kolizním směrem, což vedlo ke srážce veslic. Přesto konečně navázal hlubší přátelství a cítil se být šťastnější. Kolejní lodivod Norman Dix jej charakterizoval jako „dobrodružný typ, u něhož nikdy přesně nevíte, co udělá, když vyrazí s posádkou“.
Hawking prošel studiem fyziky bez potíží, když odhadl, že mu během tří let věnoval asi tisíc hodin, což znamenalo asi hodinu na den. Přes laxní přístup písemné závěrečné zkoušky zvládl. Vzhledem k tomu, že měl v úmyslu pokračovat fyzikální specializací v kosmologii na Univerzitě v Cambridgi, protože na Oxfordu nebyl v profesorském sboru žádný kosmolog (v Cambridgi působil Fred Hoyle), podmínkou k přijetí na konkurenční univerzitu bylo závěrečné hodnocení na stupeň výborně. Sužovaly jej však obavy z nedostatečné přípravy v teoretické fyzice. S úzkostnými pocity noc před písemným testem téměř nespal a výsledný bodový zisk přinesl hraniční hodnotu mezi jedničkou a dvojkou. Výslednou známku tak muselo určit až náročnější ústní přezkoušení. Hawking se obával, že na něj komise bude nahlížet jako na studenta, který si vybudoval pověst líného potížisty. Takže, když padl dotaz na další plány, pravdivě odpověděl: „Když mi dáte jedničku, půjdu na Cambridge. Když skončím s dvojkou, zůstanu v Oxfordu, takže doufám, že dostanu jedničku.“ Oceněn byl vyšší známkou než očekával, což Berman komentoval slovy, že zkoušející „měli natolik rozumu, aby si uvědomili, že hovoří s někým, kdo je daleko chytřejší než většina z nich."“ Po obdržení výborného hodnocení a zakončení bakalářského studia v přírodních vědách (B.A. (Hons.)), odjel s přítelem na cestu do Íránu. Po návratu nastoupil v říjnu 1962 na kolej Trinity Hall Cambridgeské univerzity.

### Výzkum a působení
Stal se nejdříve výzkumníkem (Research Fellow) a později stálým členem (Professorial Fellow) univerzity Gonville and Caius College v Cambridge. Po tom, co opustil Astronomický institut, přešel v roce 1973 do oddělení aplikované matematiky a teoretické fyziky. Od roku 1979 zastával pozici lukasiánského profesora matematiky, kterou ve své poslední vůli založil v roce 1663 člen univerzitního parlamentu reverend Henry Lucas. V minulosti jím byl také Isaac Newton.
Stal se držitelem mnoha vědeckých ocenění a členem učených společností, mimo jiné britské Královské společnosti (od roku 1974), Papežské akademie věd (od 1986) a Národní akademie věd USA.
I přes své postižení se stále aktivně podílel na vědeckém výzkumu a kombinoval rodinný život (měl tři děti a tři vnoučata) s výzkumy v oboru teoretické fyziky a náročným cestovním programem veřejných přednášek. V roce 2014 prohlásil, že klasicky vnímaná černá díra neexistuje.

### Úmrtí
Stephen Hawking zemřel na amyotrofickou laterální sklerózu, 14. března 2018 v Cambridgi, kde se konal soukromý pohřeb. Další pietní obřad se uskutečnil 15. června v Londýně. Účastnili se jej Hawkingovi nejbližší, britští politici, veřejné osobnosti a tisíc lidí vybraných z více než 25 tisíc zájemců, kteří se přihlásili o pozvánky na stránkách Hawkingovy nadace. Při obřadu ve Westminsterském opatství uložila rodina jeho popel mezi hroby Isaaca Newtona a Charlese Darwina. Během obřadu se na jeho počest rozezněly zvony opatství. Na náhrobku je kromě jména a dat vytesáno: „Tady leží to, co bylo smrtelné ze Stephena Hawkinga". Na náhrobku je i rovnice {\displaystyle T={\frac {hc^{3}}{8\pi GMk}}}, související s jeho výzkumem černých děr. Po obřadu bylo vysláno do vesmíru Hawkingovo poselství, zakomponované do hudby řeckého hudebníka Vangelise. Ze satelitu Evropské kosmické agentury bylo namířeno k nejbližší černé díře s označením 1A 0620-00, vzdálené od země 3 500 světelných let.

## Soukromý život
V roce 1965 se oženil se svou přítelkyní Jane, s níž navázal partnerský vztah roku 1963. Svatbu označil za nejdůležitější životní událost, i když se manželství rozpadlo. Hawkingovi měli tři děti, Roberta, Lucy a Timothyho. S Lucy začal psát dětské knížky. Jane o životě s otcem napsala knížku, ve které jej také kritizovala. V roce 1995 si Hawking vzal svou ošetřovatelku Elaine Masonovou. Po rozvodu v roce 2006 se sblížil opět s první manželkou Jane Hawkingovou.

### Nemoc a její důsledky

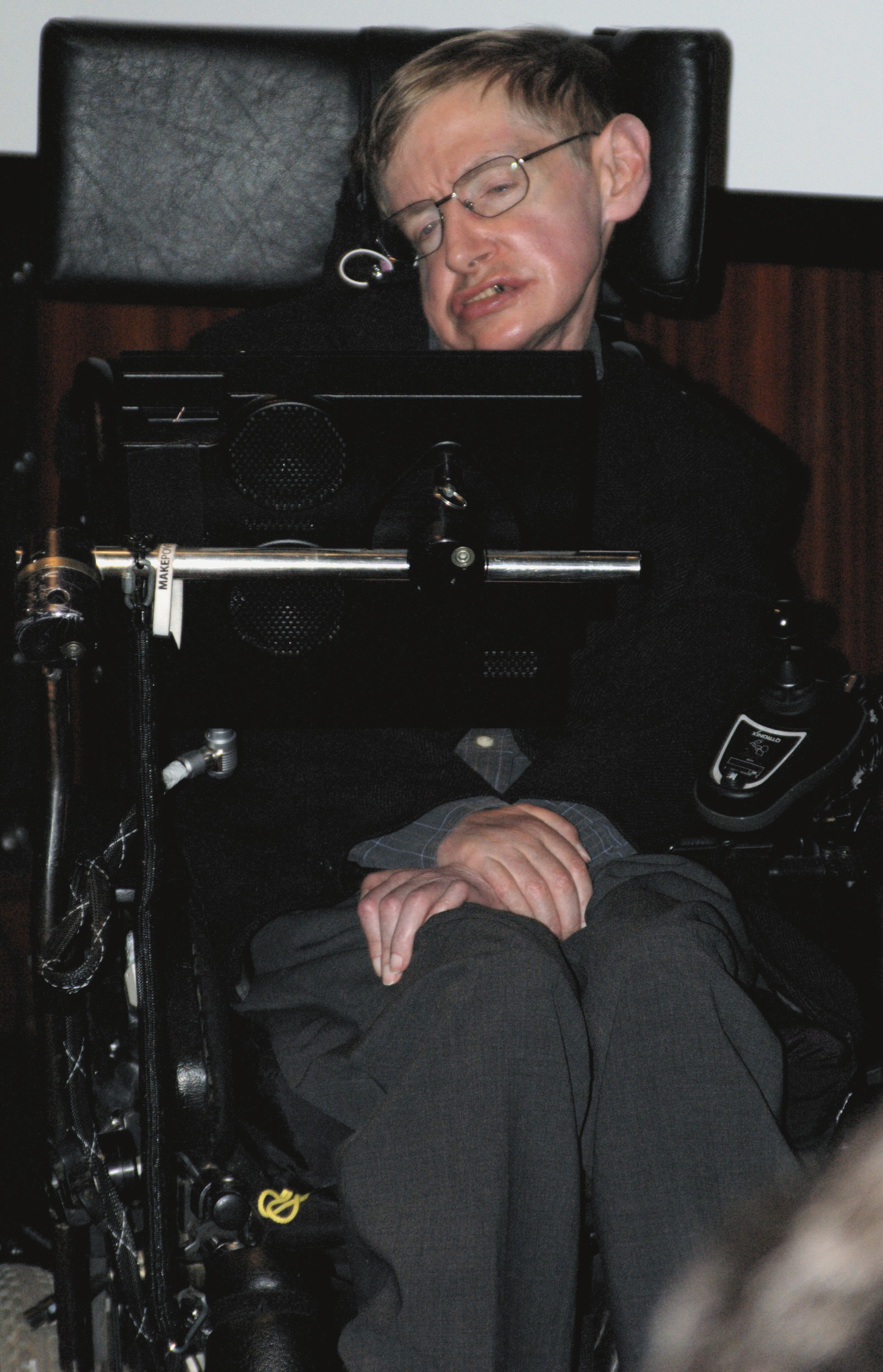
Hawking 5. května 2006, tisková konference ve Francouzské národní knihovně při otevření astronomické a částicové laboratoře v Paříži a uvedení francouzské verze práce Bůh stvořil celá čísla.

Už na počátku studia v Oxfordu se projevily první příznaky jeho nemoci, amyotrofické laterální sklerózy (ALS), která napadá nervový systém a má za následek postupné ochrnutí celého těla. Od roku 1968 se mohl pohybovat jen za pomoci vozíčku a od roku 1985 s okolním světem komunikoval jen pomocí speciálního počítače.
V mládí jezdil na koni a hrál si s ostatními dětmi. V Oxfordu byl kormidelníkem veslařského týmu, což mu, jak se sám vyjádřil, pomohlo ulehčit nesmírnou univerzitní nudu. Příznaky choroby se poprvé objevily, když se zapsal na univerzitu v Cambridge. Ztratil rovnováhu na schodech a spadl, přičemž si poranil hlavu. Protože se bál, že přišel o svůj talent, podstoupil Mensa test, aby si ověřil, že jeho intelektuální schopnosti nebyly narušeny. Choroba mu byla diagnostikována, když mu bylo 21 let, krátce před jeho první svatbou, a podle vyjádření lékařů neměl žít déle než dva nebo tři roky.
Postupně ztratil vládu nad pažemi, nohama a hlasem a nakonec byl v podstatě úplně paralyzován. V roce 1985 se během návštěvy výzkumného centra CERN v Ženevě nakazil zápalem plic, což v jeho případě znamenalo ohrožení života. Důsledkem byly akutní potíže s dýcháním, které bylo možno vyřešit jedině pomocí tracheotomie, kvůli níž přišel o schopnost mluvit. Od té doby používal ke komunikaci elektronický hlasový syntezátor. Původní přístroj měl americký přízvuk a Hawking ho používal dlouhou dobu, i když už byl značně zastaralý. Na otázku, proč tomu tak je, uvedl, že nikdy neslyšel hlas, který by se mu víc líbil a že se s ním ztotožnil. V roce 2004 se však nakonec náhrada našla a začal používat systém VoiceText od společnosti NeoSpeech.[zdroj?]
Navzdory svému postižení o sobě mluvil jako o „šťastlivci“ nejenom proto, že pomalý postup nemoci mu poskytl čas učinit významné objevy, ale také mít „velmi okouzlující rodinu“. Když se jeho první ženy Jane ptali, proč se rozhodla vzít si muže, kterému zbývají tři roky života, odpověděla: „Byla to doba obav z atomové zkázy, takže vyhlídky na krátký život jsme měli všichni“.

## Vědecká činnost
Pracoval na základních zákonech fungování vesmíru. S Rogerem Penrosem dokázal, že Einsteinova obecná teorie relativity předpovídá, že čas a prostor má počátek ve velkém třesku a konec v černých dírách. Tyto výsledky dokazují, že je nezbytné sladit obecnou relativitu s kvantovou teorií, dalším významným vědeckým objevem první poloviny 20. století. Jedním z důsledků těchto výzkumů byl také jeho objev, že černé díry by neměly být úplně černé, ale měly by emitovat záření a případně se i postupně zmenšovat a nakonec zcela zmizet. Další je domněnka, že vesmír nemá v pomyslném čase žádný okraj nebo hranice. To by znamenalo, že způsob, jakým vesmír vznikl, je zcela dán vědeckými zákony.

## Dílo

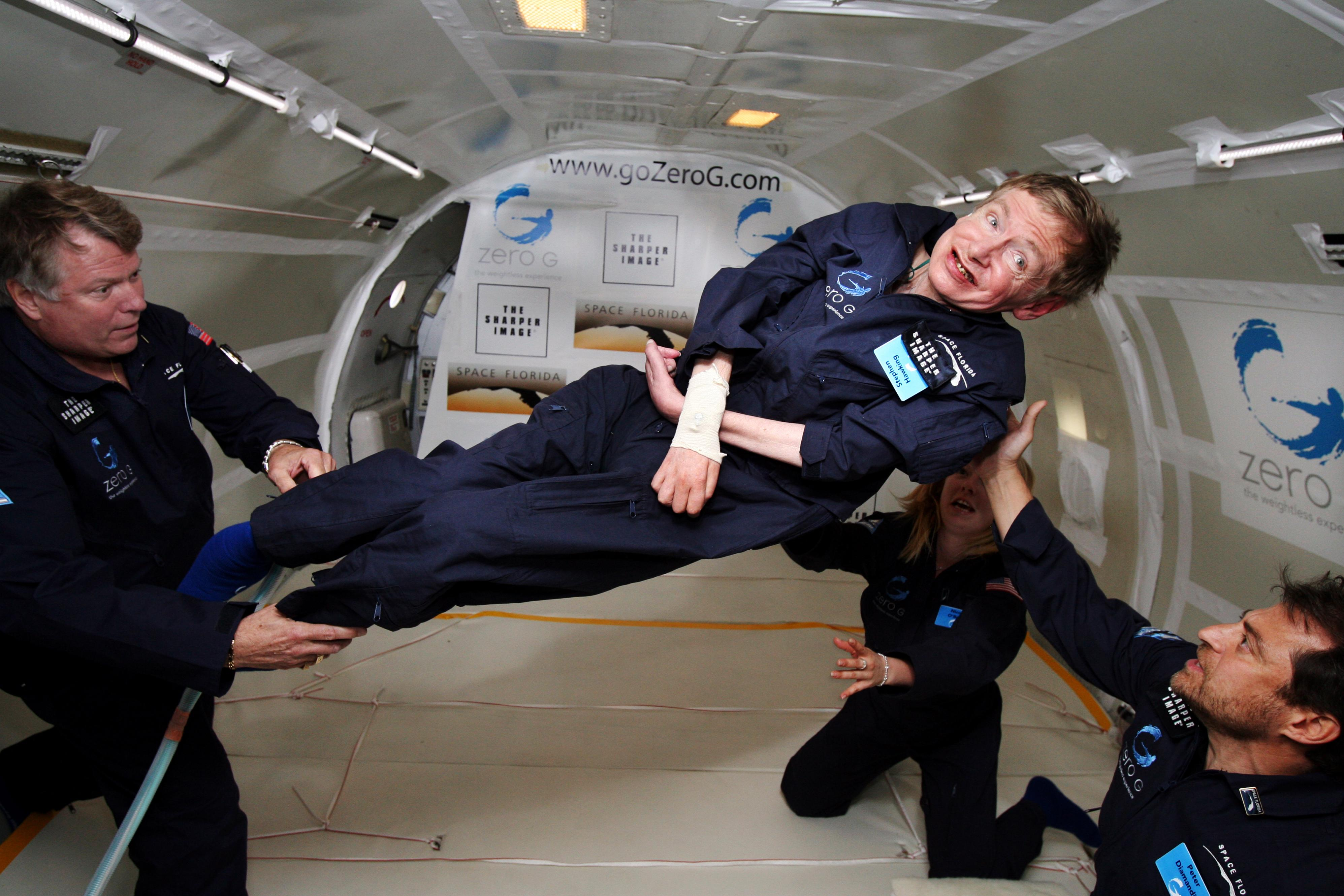
Stephen Hawking ve stavu beztíže během letu na palubě upraveného Boeingu 727 společnosti Zero Gravity Corporation v roce 2007.

Téměř dvě stě jeho vědeckých publikací se vyznačuje srozumitelným populárně-naučným obsahem, přestože popisovaly především odbornou vědeckou tematiku. Mezi takové knihy se zařadily světový bestseller Stručná historie času, Vesmír v kostce, nebo Ilustrovaná teorie všeho. Roku 2004 se podílel na natočení televizního dokumentu Hawking: Die Suche nach dem Anfang der Zeit (Hawking: Pátrání po počátku času), vysílaného německo-francouzskou společností ARTE.

### Výběr z díla
- The Large Scale Structure of Spacetime, 1973 (spoluautor: George Ellis)
- General Relativity: An Einstein Centenary Survey, 1979 (spoluautor: W. Israael)
- Superspace and Supergravity, 1981
- The Very Early Universe, 1983
- Stručná historie času (A Brief History of Time: From the Big Bang to Black Holes), 1988, česky 1991, 1997, audiokniha 2018
- Černé díry a budoucnost vesmíru (Black Holes and Baby Universes and Other Essays), 1993, česky 1995
- The Illustrated A Brief History of Time: Updated and Expanded Edition, 1996 (ilustrované a rozšířené vydání z roku 1988)
- Povaha prostoru a času (The Nature of Space and Time), 2000 (spoluautor: R. Penrose), česky 2000
- Vesmír v kostce (The Universe in a Nutshell), 2001, česky 2002
- Ilustrovaná teorie všeho (The Illustrated Theory of Everything), 2003, česky 2004, 2005
- Jirkův tajný klíč k vesmíru (George's Secret Key To The Universe), 2007, česky 2008
- Jirkův vesmírný lov pokladů (George's Space Treasure Hunt), 2009, česky 2009
- Jirka a velký třesk (George and the Big Bang), 2011
- Jirka a neprolomitelná šifra (George and the Unbreakable Code) 2014
- Velkolepý plán (The Grand Design), 2010, česky 2011
- Brief Answers to the Big Questions, 2018

## Ohlas v kultuře
Zřejmě vzhledem ke své zálibě v ironii a sarkasmu se podílel i na různých krátkých výstupech v televizních hrách a skečích, kde sám hostoval. Zahrál hologram sama sebe ve dvojepizodě „Vpád“ seriálu Star Trek: Nová generace (jako student byl horlivým čtenářem science fiction), vsedě ve svém vozíku přestavěném na vrtulník se objevil i v seriálu Simpsonovi. V letech 2012–2017 sedmkrát ztvárnil sebe sama v seriálu Teorie velkého třesku. V seriálu Futurama představoval člena přísně tajné skupiny starající se o zachování kontinua časoprostoru. Jeho syntezovaný hlas je součástí skladeb „Keep Talking“ (album The Division Bell) a „Talkin' Hawkin'“ (album The Endless River) britské rockové skupiny Pink Floyd.
V roce 2014 o něm byl britským režisérem Jamesem Marshem natočen životopisný snímek Teorie všeho. Stephena Hawkinga v něm ztvárnil Eddie Redmayne, který se na natáčení připravoval mimo jiné se skutečným Stephenem Hawkingem. Film byl nominován na pět Cen Akademie, jediného Oscara získal Eddie Redmayne za svůj herecký výkon v hlavní roli.

## Ocenění
- 1975: Eddingtonova medaile
- 1976: Hughesova medaile Královské společností
- 1985: Zlatá medaile Královské astronomické společnosti
- 1986: člen Papežské akademie věd
- 1988: Wolfova cena za fyziku
- 1989: Cena kněžny asturské
- 1989: Řád společníků cti
- 1999: Julius Edgar Lilienfeld Prize